# Florin (Califòrnia)
Florin és una concentració de població designada pel cens dels Estats Units a l'estat de Califòrnia. Segons el cens del 2000 tenia 27.653 habitants.

## Demografia
Segons el cens del 2000, Florin tenia 27.653 habitants, 9.165 habitatges, i 6.571 famílies. La densitat de població era de 1.889,7 habitants/km².
Dels 9.165 habitatges en un 38,2% hi vivien nens de menys de 18 anys, en un 44,5% hi vivien parelles casades, en un 20,9% dones solteres, i en un 28,3% no eren unitats familiars. En el 22,8% dels habitatges hi vivien persones soles el 10,3% de les quals corresponia a persones de 65 anys o més que vivien soles. El nombre mitjà de persones vivint en cada habitatge era de 2,98 i el nombre mitjà de persones que vivien en cada família era de 3,51.
Per edats la població es repartia de la següent manera: un 32,2% tenia menys de 18 anys, un 9,1% entre 18 i 24, un 26,9% entre 25 i 44, un 18,5% de 45 a 60 i un 13,3% 65 anys o més.
L'edat mediana era de 31 anys. Per cada 100 dones de 18 o més anys hi havia 85,7 homes.
La renda mediana per habitatge era de 33.793 $ i la renda mediana per família de 35.924 $. Els homes tenien una renda mediana de 31.505 $ mentre que les dones 27.874 $. La renda per capita de la població era de 14.606 $. Entorn del 16,8% de les famílies i el 21,7% de la població estaven per davall del llindar de pobresa.

## Poblacions més properes
El següent diagrama mostra les poblacions més properes.